# Majda Ana Kregelj Zbačnik
Majda-Ana Kregelj-Zbačnik, slovenska zdravnica nevropediatrinja in političarka, * 11. april 1945.
Kot poslanka SDS je bila članica 2. državnega zbora Republike Slovenije.